# Transgender

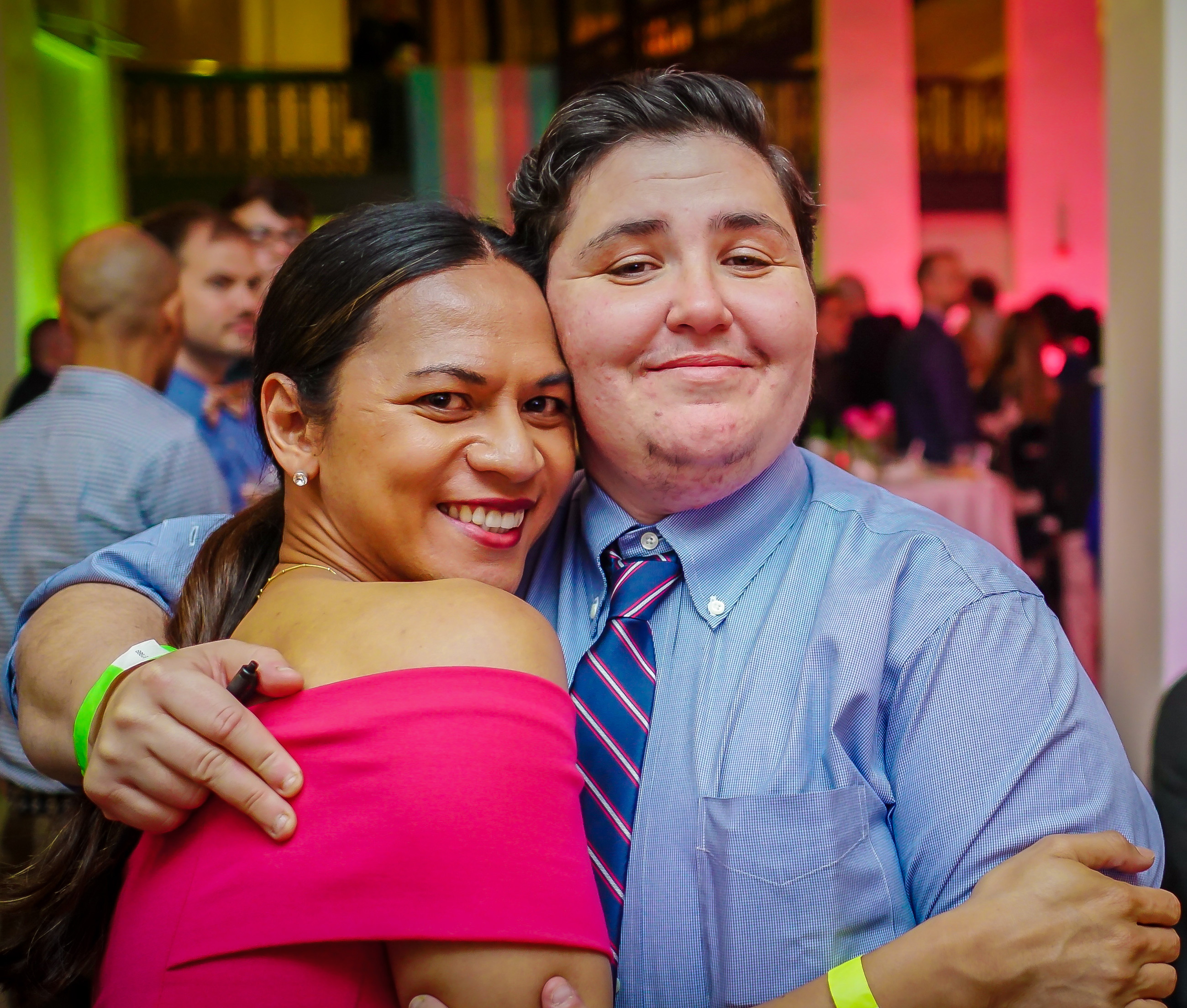
Transgendervänner i Washington, D.C.

Transgender är ett mångtydigt begrepp, mer eller mindre relaterat till transperson. Det är inlånat från engelskans transgender ('trans' eller 'transperson') men används i svenskan parallellt med transperson och som ett adjektiv eller en identitet med delvis annan betydelse.

## Olika definitioner
För vissa handlar transgender om att vilja förändra sin egen kropp utan att själv ha en transsexuell identitet. För andra syftar det på ett vara transsexuell men inte ha en önskan att ändra på kroppen. Ytterligare andra kan definiera begreppet utifrån att könsidentiteten inte stämmer överens med personens juridiska kön, men inte kopplat till någon identitet som intergender (se även ickebinär), nongender, transsexuell eller bigender.
Inom psykologin tenderar trans-identiteten att spegla individens expansion av sig själv, utefter föräldrarnas relation till barnet och i många fall är föräldrar till trans-personer skilda. Inom psykologin finner vetenskapliga fynd att transpersoner är lägre ligist och kreativt begåvade i den bemärkelsen att dessa två aspekter av höger och vänster hjärnhalva inte koordinerar på ett sådant sätt en motsvarande intelligens gör. Detta kan antyda på att delar av självidentiteten delvis speglas i neuropsykologiska aspekter där den psykologiska självbilden och den fysiologiska känslans befinner sig i dissonans. Detta, med andra orsakassamband än medfödda biologiska aspekter, kan betyda att ett självförsvar skapas genom en yttre identitet genom ett större ego än normalt, enligt psykoanalysen. 
Hur mycket en person som är transgender väljer att uttrycka sin könsidentitet, kan variera. Det kan gå från att till exempel vara fysiskt man, klä sig i manskläder och uppträda i någon sorts mansroll men känna sig som kvinna och vara öppen med vänner om det, till att klä sig och uttrycka sig så långt man kan som det kön man ser sig tillhöra.
Transgender är ett av de sätt att förhålla sig till könsidentitet som ofta inryms i begreppet transperson, och förkortas ofta till TG. För att förtydliga att det rör sig om en enskild identitet, inte ett paraplybegrepp, används ibland på svenska uttrycket transgenderist.
HBTQ+ symboliseras ofta av en flagga med färger som liknar en naturlig regnbåge, vilket har fler betydelser inom olika kulturer historiskt. Lite till mycket lite information finns kring varför transflaggan är av en annan färg (vit och violett).  